# Gersheim
Gersheim és un municipi del districte de Saarpfalz a l'estat federat alemany de Saarland. Està situat a prop de la frontera amb França, al riu Blies, aproximadament 15 km al sud-oest de Zweibrücken, i 20 km al sud-est de Saarbrücken.

## Nuclis
El municipi es va crear al 1974 amb la fusió de les següents localitats
- Bliesdalheim
- Gersheim
- Herbitzheim
- Niedergailbach
- Medelsheim
- Peppenkum
- Reinheim
- Rubenheim
- Seyweiler
- Utweiler
- Walsheim